# Sridnjak
Koordinati:   42°53′45″N, 16°48′21″E
Sridnjak je majhen nenaseljen otoček v srednji Dalmaciji (Hrvaška).
Otoček leži okoli 1,6 km južno od naslja Prižba na otoku Korčula. Njegova površina meri 0,160 km². Dolžina obalnega pasu je 1,87 km.
Najvišji vrh je visok 60 mnm